# Chedly Ayari
Pour les articles homonymes, voir Ayari.
Chedly Ayari (arabe : الشاذلي العياري), également orthographié Chédli Ayari, né le 21 août 1933 à Tunis et mort le 28 janvier 2021, est un économiste, homme politique et diplomate tunisien.
Plusieurs fois ministre à l'époque du président Habib Bourguiba, il occupe le poste de gouverneur de la Banque centrale de Tunisie entre le 24 juillet 2012 et le 16 février 2018.

## Biographie

### Jeunesse et études
Après des études secondaires au collège Sadiki de Tunis, Chedly Ayari est admis à l'École des hautes études en sciences sociales, où il étudie le droit privé,. Il obtient une licence de droit. Il y termine ses études en 1961 en décrochant un doctorat d'État en sciences économiques et une maîtrise en droit privé. Il est agrégé de sciences économiques la même année.

### Carrière scientifique
Il commence sa carrière comme un chef de service à la Société tunisienne de banque en 1958 avant d'intégrer l'université de Tunis en 1959 comme professeur assistant à la faculté de droit et des sciences économiques et de gestion de Tunis.
Obtenant son agrégation en sciences économiques de l'université de Paris en 1964, il devient :
- professeur des universités en économie et droit à l'université de Tunis[1] ;
- doyen de la faculté de droit et des sciences économiques et de gestion de Tunis entre 1965 et 1967[2] ;
- professeur émérite des universités[1] ;
- professeur associé à l'université d'Aix-Marseille et l'université Nice-Sophia-Antipolis[1].

Durant sa carrière, il se voit décerner le titre de docteur honoris causa de l'université d'Aix-Marseille et celui de président honoraire de l'Association internationale des sociologues de langue française.
En tant que chercheur, il s'intéresse aux relations financières et monétaires internationales, à la politique macroéconomique ainsi qu'au développement humain. Il s'engage dans plusieurs unités internationales de recherches, telles que l'Economic Research Forum du Caire ; il est par ailleurs vice-président du Conseil national consultatif pour la recherche scientifique et de la technologie (Tunisie).
Directeur général du Centre d'études et de recherches économiques et sociales entre 1967 et 1969,, membre du conseil scientifique de la Fondation tunisienne pour la traduction, l'établissement des textes et les études, membre du conseil tunisien de la recherche scientifique et technologique et membre d'honneur de l'Académie tunisienne des sciences, des lettres et des arts, il est l'auteur de nombreux ouvrages et articles traitant de questions économiques, financières, monétaires, sociales et politiques, ainsi que de points de vue théoriques ; ils sont publiés en arabe, français, anglais et allemand en Tunisie, en Europe, en Afrique subsaharienne et dans le monde arabe,. Plusieurs de ses articles paraissent dans la Revue tunisienne de sciences sociales.

### Carrière politique et diplomatique
Militant pour l'indépendance de la Tunisie en tant que membre de l'Union générale des étudiants de Tunisie puis membre du bureau politique et du comité central du Parti socialiste destourien jusqu'en 1975, il est chargé par le président de la République tunisienne, Habib Bourguiba, d'intégrer le gouvernement où il assume plusieurs responsabilités :
- Ministre du Plan (1969-1970, 1974-1975) ;
- Ministre de la Jeunesse et des Sports (1970) ;
- Ministre de l'Éducation nationale (1970-1971) ;
- Ministre de l'Économie (1972-1974).

Le 22 janvier 2010, il est désigné par décret comme membre de la Chambre des conseillers.
Il occupe également des responsabilités diplomatiques, telles que conseiller économique de la délégation tunisienne auprès des Nations unies (ONU) à New York entre 1960 et 1964 et ambassadeur auprès de la Commission européenne et des royaumes de Belgique et du Luxembourg en 1972,.
Ayari préside la commission pour le développement industriel auprès de l'ONU en 1962, et la Banque arabe pour le développement économique en Afrique entre 1982 et 1987,.
Il est aussi rapporteur général de la Conférence des Nations unies sur le commerce et le développement en 1963 et 1964, directeur exécutif du groupe de la Banque mondiale entre 1964 et 1965 et membre du bureau consultatif de la Banque africaine de développement,.

### Gouverneur de la Banque centrale

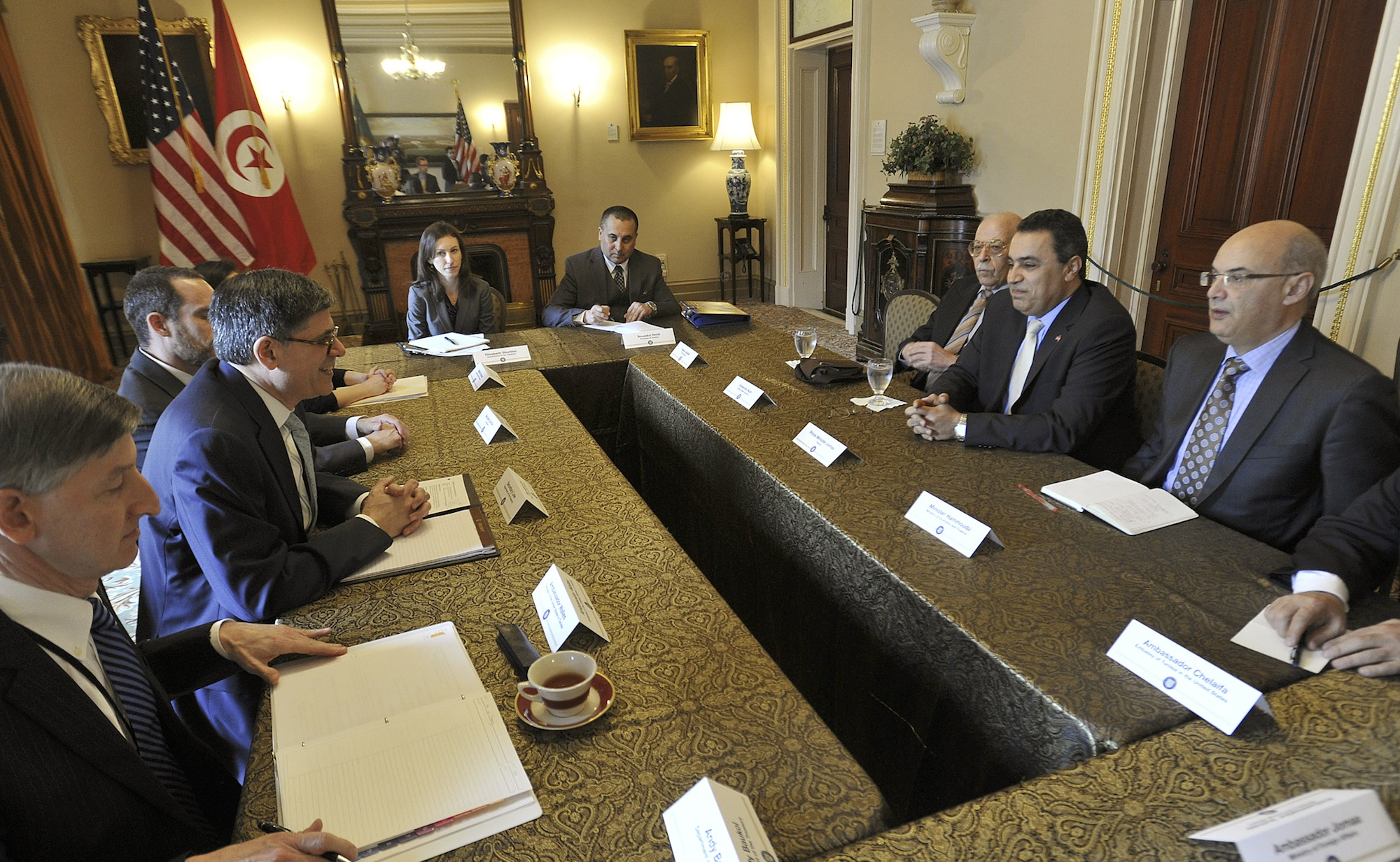
Chedly Ayari avec Mehdi Jomaa et Hakim Ben Hammouda en réunion avec Jacob Lew (Washington, 7 avril 2014).

Désigné gouverneur de la Banque centrale de Tunisie, en remplacement de Mustapha Kamel Nabli limogé quelques semaines plus tôt, sa candidature est confirmée par l'assemblée constituante le 24 juillet 2012, par 97 voix contre 89 et quatre abstentions ; sa candidature est très critiquée en raison de son âge et de ses relations avec le régime déchu de Zine el-Abidine Ben Ali renversé par la révolution de 2011,.
En tant que gouverneur de la Banque centrale de Tunisie, il essaie d'améliorer la situation économique de la Tunisie tout en apportant des réformes aux systèmes bancaire et financier du pays.
Grâce à ces efforts, il reçoit le prix Tatweej de l'excellence et de la qualité dans la zone arabe en 2014. Également, il obtient en 2017 la note B sur une échelle allant de A à F, dans le Central Banker Report Cards, un classement annuel établi par le magazine américain Global Finance.
Le 14 février 2018, lors de son audition par les membres de la commission financière de l'Assemblée des représentants du peuple, il assure que le classement de la Tunisie sur la liste noire du Parlement européen est purement politique. Le jour même, il présente sa démission au chef du gouvernement. Le 19 février, il passe le relais à son successeur Marouane Abassi,.
Il meurt le 28 janvier 2021,.

### Vie privée
Fils de Sadok et Fatouma Ayari, il se marie avec Élaine Vatteau en 1959. Le couple habite à Gammarth et a trois enfants.

## Décorations
- Grand cordon de l'Ordre tunisien de l'Indépendance[2],[29] ;
- Grand cordon de l'Ordre de la République tunisienne[29],[30] ;
- Grand officier de l'Ordre du 7-Novembre (Tunisie)[31],[32] ;
- Grand officier de la Légion d'honneur (France)[2],[29].

## Principales publications
- Analyse de la structure économique : les fonctions de structure économique, éd. Centre d'études et de recherches économiques et sociales, Tunis, 1968.
- La coopération inter-universitaire dans la promotion du développement [sous la direction], éd. AUPELF, Montréal, 1969.
- Mécanismes et institutions de la coopération arabo-africaine : le rôle de la BADEA, éd. Banque arabe pour le développement économique en Afrique, Khartoum, 1975.
- De nouvelles perspectives pour la coopération arabo-africaine, éd. Banque arabe pour le développement économique en Afrique, Khartoum, 1981.
- (en) Arab-African co-operation: facing the challenge of the '80s, éd. Banque arabe pour le développement économique en Afrique, Khartoum, 1985.
- (en) Ten Years of Afro-Arab Cooperation, 1975-1984 (avec Anthony Sylvester, Sadok Ben Mami et Samir Gharbi), éd. Banque arabe pour le développement économique en Afrique, Khartoum, 1985  (ISBN 2-85258-361-5).
- La Guerre du Golfe et l'avenir des Arabes : débat et réflexions [ouvrage collectif], éd. Cérès Productions, Tunis, 1991  (ISBN 9973-700-53-8).
- Enjeux méditerranéens : pour une coopération euro-arabe, éd. CNRS/Alif, Paris/Tunis, 1992  (ISBN 9973-716-76-0).
- La Méditerranée économique. Premier rapport général sur la situation des riverains au début des années 1990 [ouvrage collectif], éd. Economica, Paris, 1992[33].
- Mélanges en l'honneur de Habib Ayadi [sous la direction], éd. Centre de publication universitaire, Tunis, 2000  (ISBN 9973-948-30-0).
- (ar) La souveraineté nationale face à la mondialisation : conflit non résolu (السيادة الوطنية في مواجهة العولمة : صراع غير محسوم), éd. Société tunisienne de diffusion, Tunis, 2002.
- Le système de développement tunisien : vue rétrospective. Les années 1962-1986. Analyse institutionnelle, éd. Centre de publication universitaire, Tunis, 2003[34]  (ISBN 9973-3-7132-1).
- (ar) Variables internationales et nouveaux rôles régionaux (المتغيرات الدولية و الأدوار الإقليمية الجديدة) [ouvrage collectif], éd. Arab Institute for Research & Publishing, Amman, 2005.
- Carnet de route d'un artisan de la Tunisie du XXe siècle, éd. Leaders, Tunis, 2023[35].